# Видрењак
Видрењак је насељено место у општини Велика Лудина, у Мославини, Хрватска. До нове територијалне организације у саставу бивше велике општине Кутина.

## Становништво
На попису становништва 2011. године, Видрењак је имао 552 становника.

## Попис1991.
На попису становништва 1991. године, насељено место Видрењак је имало 535 становника, следећег националног састава:
| Попис 1991.‍  | Попис 1991.‍  | Попис 1991.‍ | Попис 1991.‍ | Попис 1991.‍ |
| ------------ | ------------ | ----------- | ----------- | ----------- |
|              |              |             |             |             |
| Хрвати       | Хрвати       |             | 513         | 95,88%      |
| Чеси         | Чеси         |             | 13          | 2,42%       |
| Словенци     | Словенци     |             | 4           | 0,74%       |
| Југословени  | Југословени  |             | 1           | 0,18%       |
| неопредељени | неопредељени |             | 3           | 0,56%       |
| непознато    | непознато    |             | 1           | 0,18%       |
| укупно: 535  |              |             |             |             |